# Chalcides mionecton
Chalcides mionecton és una espècie de sauròpsid (rèptil) de la família Scincidae endèmic del Marroc.

## Distribució
Es troba en costes sorrenques, terres cultivables, pastures i horts en la costa atlàntica marroquina, fins a uns 700 m d'altitud, particularment a l'àrea de Souss-Massa.
Encara que es desconeix la seva tendència poblacional, pot estar amenaçat per la intensificació agrícola i la urbanització costanera.